# Xianyou
El condado de Xianyou (en chino tradicional, 仙遊縣; en chino simplificado, 仙游县; pinyin, Xiānyóu Xiàn; en dialecto de Xianyou: Sing-iú gā̤ⁿ) es una localidad de la ciudad-prefectura de Putian en la provincia de Fujian, República Popular China, con una población censada en noviembre de 2010 de 824 707 habitantes.
Se encuentra situada en el centro-este de la provincia, junto a la costa del mar de China Oriental y a poca distancia al sur de la capital provincial, Fuzhou.